# مرنيسة (قبيلة)
مرنيسة هي قبيلة ريفية أمازيغية نفزاوية، من قبائل الريف المغربي التابعة لجهة فاس مكناس، تحدها شرقا قبيلة جزناية، وشمالا قبيلة بني عمارات، و غربا قبيلة آيت بشير، وجنوبا قبيلة صنهاجة غدو.

## أصل القبيلة
يرجع أصل قبيلة مرنيسة إلى أمازيغ نفزاوة حسب ابن خلدون، حيث يقول في كتابه «العبر وديوان المبتدأ والخبر» عن بطون نفزاوة:
«وبطونهم كثيرة مثل غساسة ومرنيسة وزهيلة وسوماتة وزاتيمة وولهاصة ومجره وورسيف، ومن بطونهم مكلاتة».

## بطون القبيلة
ومن بطون مرنيسة:
قسيوة: وتنقسم إلى عدة مداشر من بينها:
- افراس
- تيزرت
- برابر
- أوزع
- امشاشت
- أولاد عمران
- أولاد بوحنينة

بني يحيى: وتنقسم إلى عدة مداشر من بينها:
- تونس
- بوشعة
- ايسلان
- بني عيسى
- بويرمان
- الكدية

## التاريخ
مرنيسة هي من التجمعات الهامة التي تضرب بعروقها القديمة إلى تجمعات نفزاوة وقد ورد ذكر مرنيسة عند كثير من المؤرخين أمثال أبي عبيد البكري الذي يجعل مواقعها باقليم نكور أو سهل ڭارت في جوار غساسة او كبدان من المغرب الأقصى. لكن الموقع الحالي الآن يبعد شيئا عن المنطقة التي ذكرها البكري، إذ تقع هذه القبيلة الآن شمال مدينة فاس في أعالي حوض ورغة حيث يحدها من جهة الشرق قبيلتا بني عمارت، وجزناية، ومن جهة الغرب قبيلتا بني ونجل وفناسة، ومن الجنوب قبيلة صنهاجة غدو، وفي الشمال قبيلة بني بشير.

ويحدثنا الحسن الوزان في القرن 10هـ/16م عن بعض القبائل الأمازيغية التي تصرف أموالاً طائلة على القضاة كما هو الحال في مرنيسة وفي بني زروال و شيشاوة وبتنمل وكذلك الريف، ويقول عن جبل قبيلة مرنيسة بعد حديثه عن جبل قبيلة بْني وْلِيدْ:
«يُتاخم هذا الجبل الجبل السابق، ويرجع أصل سكانه إلى نفس أصل بني وليد، ويضاهونهم غنى وحرية وشرفًا؛ لكنهم يختلفون عنهم من حيث العادات في أن كل امرأة أصابتها إهانة من زوجها مهما كانت ضئيلة، فرت إلى الجبال الأخرى تاركة أولادها وتزوجت من رجل آخر. وهذا هو السبب الذي يجعل الرجال في الغالب يحملون السلاح وتكون بينهم مشاجرات دائمة. وإن جنحوا للصلح فلابد أن يدفع من تبقى المرأة عنده للزوج الأول ما أنفقه في زواجه، وهم متشدّدون في هذا الأمر، ولهم قضاة مختصّون منهم، بحيث إنهم لا يكتفون بسلخ الخصوم المساكين، ولكن ينتزعون قلوبهم».
غير أن كل من ابن خلدون والبكري ذكرا أن بني وليد من قبيلة أوربة الأمازيغية، في حين أن مرنيسة فهي من بطون قبيلة نفزاوة الأمازيغية.